# Librem 5
Le Librem 5 est un téléphone fabriqué par Purism (en) de la gamme Librem. 
Le téléphone est conçu de façon à maximiser la sécurité en utilisant autant que possible du logiciel libre. Le matériel propose trois boutons à bascule pour empêcher le fonctionnement de la caméra, du microphone, du Wi-Fi et du Bluetooth.

## Histoire
L'ouverture du financement participatif du Librem 5 est annoncée par Purism le 24 août 2017. Il s'achève le 23 octobre 2017 avec une récolte de 2 millions de dollars par rapport aux 1,5 million attendus.
Après avoir repoussé la date de sortie à de multiples reprises, le 5 septembre 2019, la société annonce que les smartphones précommandés seront livrés par lots en fonction de la place de l'utilisateur dans la file d'attente, chaque nouveau lot venant avec des améliorations matérielles et logicielles. Le premier lot sera livré entre le 24 septembre et le 22 octobre et le dernier est annoncé pour le quatrième trimestre 2020. Chaque donateur peut sélectionner de quel lot il souhaite faire partie.